# District de Barnala
Le district de Barnala est un des 22 districts de l'état indien du Pendjab.